# 傑米·福克斯
埃里克·馬龍·毕晓普（英語：Eric Marlon Bishop，1967年12月13日—），艺名杰米·福克斯（Jamie Foxx），美国男演员及歌手。在演艺方面，因《雷之心靈傳奇》中的演出获得奥斯卡金像奖及英国电影学院奖最佳男主角獎；另外，还因在一部音乐喜剧中的表演获得金球奖最佳男主角奖。在音乐方面，福克斯是格莱美奖得主，发行了两張在公告牌二百强专辑榜上排名极高的专辑：《Unpredictable》（冠军专辑）和《Intuition》同時擁有兩首冠軍單曲《Gold Digger》、《Slow Jamz》。

## 早年
福克斯本名艾瑞克·馬龍·畢夏普，在德克薩斯州泰瑞爾出生。其父为达瑞尔·毕夏普（Darrell Bishop），其母为路易丝·安娜提·塔利·迪克森。出生后七个月，父母将其遗弃，由母亲的养父母（即他的外祖父母）艾丝蒂尔和马克·塔利抚养长大。特勒尔当时还是一个种族隔离的社区。 在外祖母的要求下，福克斯受到严格的浸信會教育并在5岁时开始学习钢琴。在幼年时，他是特勒爾当地新希望浸信会教堂（New Hope Baptist Church）的兼职琴师和唱诗班领唱。
福克斯中学时就读于特勒爾高中（Terrell High School），成绩优异，在学校里他打篮球，并在美式足球队中担任四分卫，并希望成为职业选手，为达拉斯牛仔队效力。他是校史上第一个传球超过一千码的球员。他还加入了一个名叫“皮革与蕾丝”（Leather and Lace）的乐队。高中毕业后，福克斯获得了美国国际大学的奖学金，主修古典音樂及作曲。他常表示，其祖母对他生活的影响是他成功的一大原因。这个艺名的姓来源于喜剧演员瑞德·福克斯（Redd Foxx）

福克斯于1991年加盟《生动的颜色》（In Living Color）一剧，在其中的角色拉万达（LaWanda）的名字来自于瑞德·福克斯的搭档拉万达·佩奇（LaWanda Page），他还在喜剧《洛克》（Roc）中担任常规角色。1992年，他首次涉足电影。1996年到2001年，他开办了自己的“杰米·福克斯秀”（The Jamie Foxx Show）。

## 电影生涯

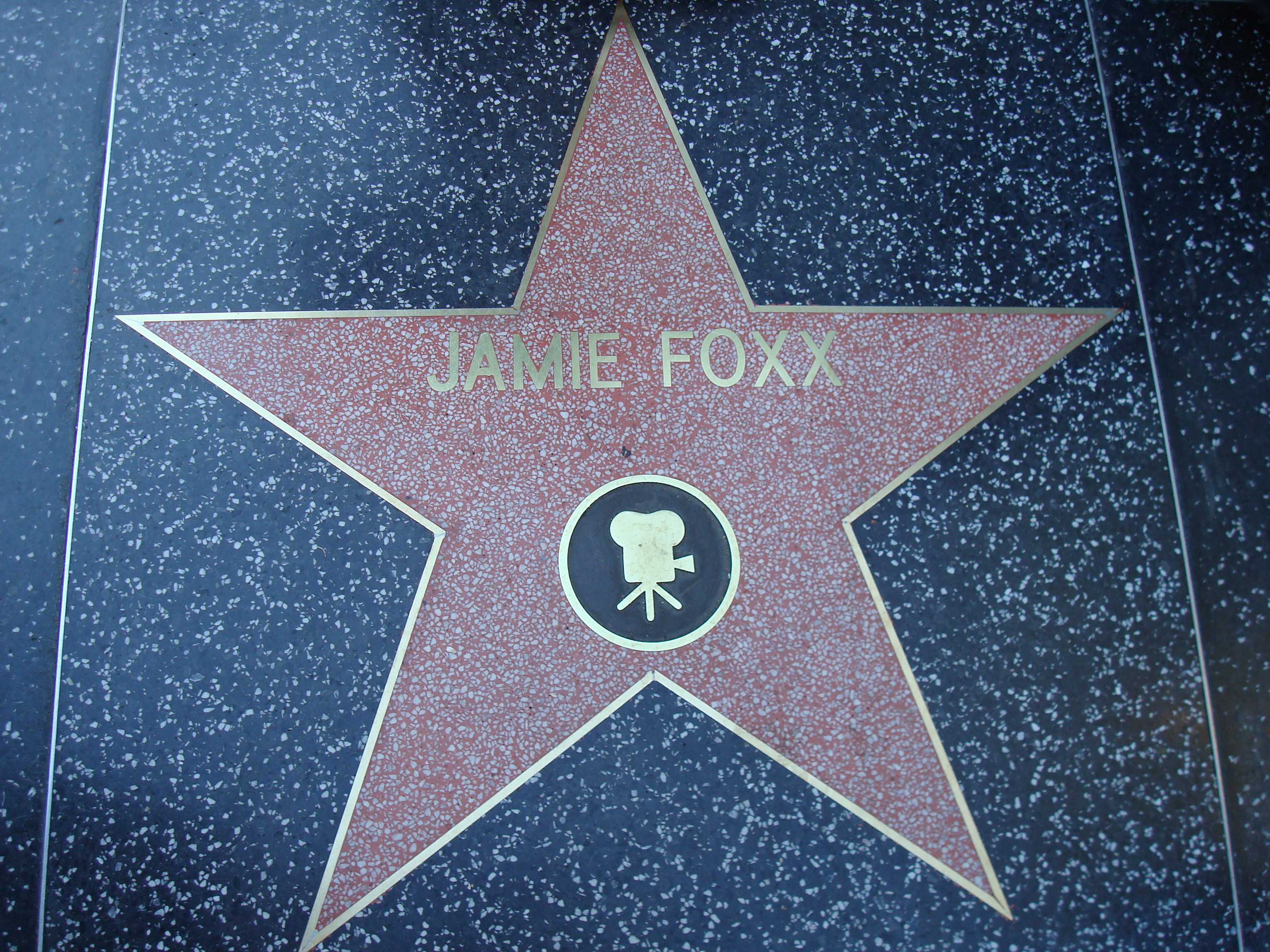
福克斯在好莱坞星光大道上的星星。

福克斯在1992年的喜剧《玩具兵团》中首次亮相大荧幕。在奧利華·史東1999年的电影《挑战星期天》中，他饰演了自己的第一个正剧角色，一位坚韧不拔的美式足球队员。他得到该角色，一部分原因要归结于他曾经打过美式足球。自此之后，福克斯被认为是一个出色的剧情剧演员。在2004年的电影《落日杀神》中，他同汤姆·克鲁斯搭档，饰演一名出租车司机迈克思（Max），他的表演得到评论家的赞誉，并获得奥斯卡最佳男配角奖的提名。最终，他因在传记影片《雷之心靈傳奇》中的出色表演，获得了2004年度奥斯卡最佳男主角奖以及英国电影学院奖最佳男主角奖。
福克斯是史上第二个在同一届奥斯卡奖中因两部不同的影片分别获得提名的男演员。另一位是阿尔·帕西诺。2005年，福克斯被邀请加入美国电影艺术与科学学院。
在这些成功之后，福克斯又出现在《平头日记》、《迈阿密风云》、《梦幻女郎》等影片中，这些影片都票房大热，这使得他被认为是好莱坞商业价值极大的男星。2007年9月，福克斯得以在好莱坞星光大道上留星。他表示，获得这一荣誉，“[这是]我一生中最美妙的一天。”

## 音乐事业

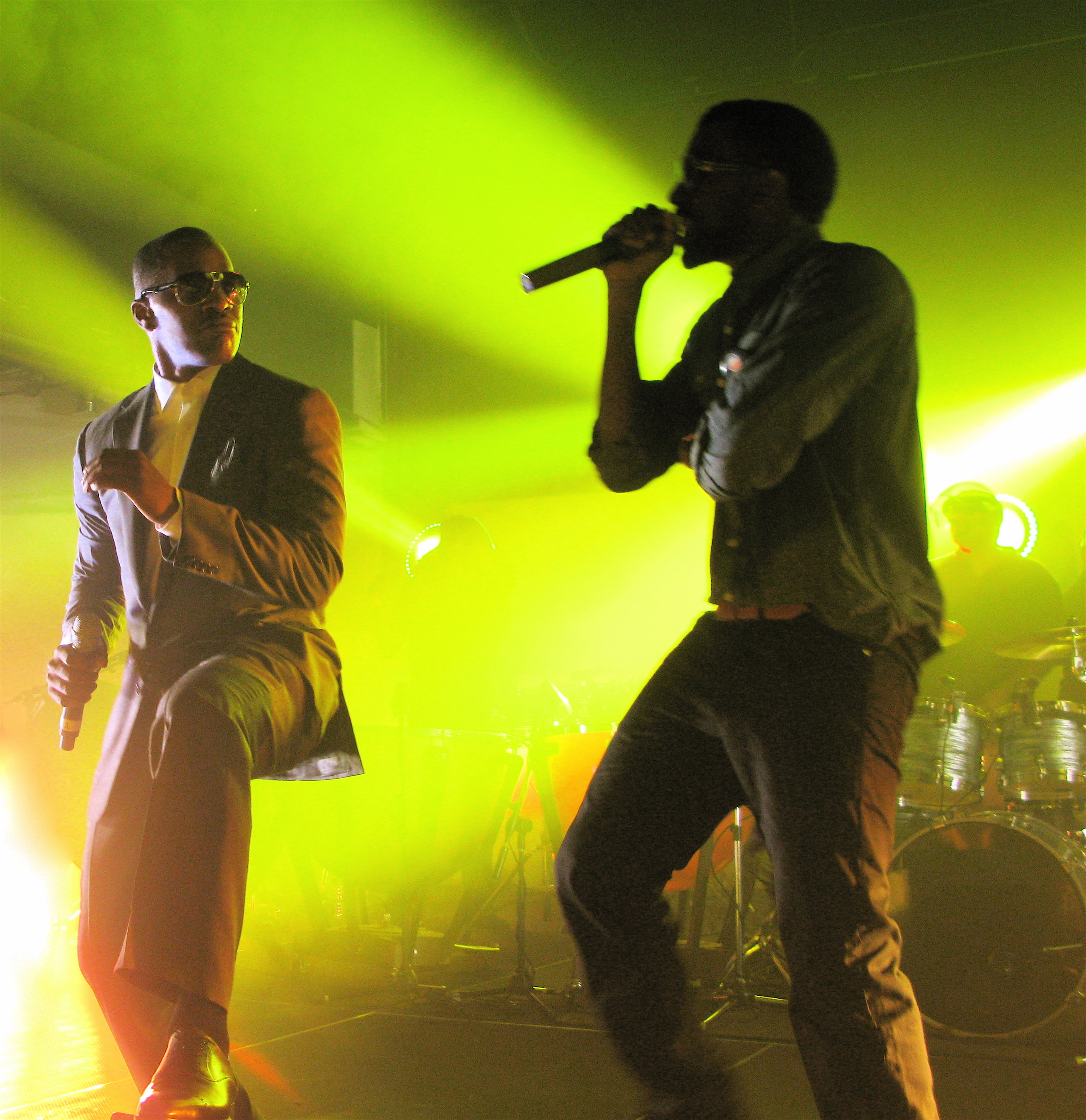
福克斯和坎耶·韦斯特演唱《Gold Digger》。

福克斯5岁时就开始练习钢琴。1994年，福克斯发行了一张名为《Peep This》的专辑（由福克斯广播公司旗下厂牌发布）。他的音乐生涯在2004年转入高峰，那一年，由他、说唱歌手特斯塔（Twista）、坎耶·韦斯特合作的歌曲《Slow Jamz》登上公告牌百强歌曲排行榜榜首。他与坎耶·韦斯特合作的第二首歌曲《Gold Digger》，再次登顶榜单，并持续了10周之久。2005年，福克斯出现在亚特兰大说唱歌手卢达克里斯和Field Mob的单曲《Georgia》，该曲采样了雷·查尔斯的知名歌曲《我心中的乔治亚》（Georgia on My Mind）。
2005年12月，福克斯发布了自己的第二张专辑《Unpredictable》。该专辑发布伊始便登上排行榜亚军，首周售出59.8万份拷贝。次周，专辑登上榜首，又销售出20万份。至今，该专辑在全美创下198万的销售成绩，被美國唱片業協會授予双白金唱片认证。此专辑的还登上了英国专辑排行榜，最高时排名第九。福克斯成为第四个在演艺上获得奥斯卡奖，并且发售的专辑成为全美冠军的艺术家。（另外三个人为：法兰克·辛纳屈、宾·克罗斯比、芭芭拉·史翠珊。）这张专辑的首支单曲《Unpredictable》（与卢达克里斯合作），在公告牌百强单曲榜上位列前十，在英国单曲榜上也获得了前二十的成绩。在美国，该专辑的第二支单曲为《"DJ Play a Love Song》，该曲中福克斯和特斯塔再次合作。在英国，第二支单曲为《Extravaganza》，是和另一位老搭档坎耶·韦斯特合作完成的。
在2006年度的黑人娱乐电视奖（BET Awards）中，福克斯同坎耶·韦斯特因《Gold Digger》一曲获得最佳双人/合作曲目奖，并在年度音乐视频奖中和玛丽·布莱姬的《Be Without You》打成平手。2006年12月8日，福克斯获得四个格莱美奖提名，包括：因同玛丽·布莱姬合作的《Love Changes》获最佳节奏布鲁斯组合提名，因《Unpredictable》获最佳节奏布鲁斯专辑提名，因同卢达克里斯和Field Mob合作的《Georgia》获最佳饶舌组合提名，因和卢达克里斯合作的《Unpredictable》获最佳饶舌/演唱对唱提名。同年，他还获得了全美音樂獎最佳节奏布鲁斯/灵魂乐男艺人奖。
2007年1月22日，福克斯在天狼星卫星广播宣布自己的新频道“The Foxxhole”开播。该频道播放对话类节目、喜剧集合、以非洲裔表演者为主的音乐还有福克斯自己的作品。他还在该频道上开设了自己的对话类节目《杰米·福克斯秀》，每周五晚播出，由约翰尼·麦克（Johnny Mack）、思比迪（Speedy）、The Poetess、刘易斯·迪克斯（Lewis Dix）以及T.D.P作为搭档主持。嘉宾包括知名音乐人、演员。
他曾为乡村音乐组合雷可福磊斯的专辑《Still Feels Good》，合作过《She Goes All the Way》一曲。他和The-Dream、普莱斯合作过《Please Excuse My Hands》一曲。他还出现同神奇小子一道，为尼欧的《Miss Independent》重混音版《She Got Her Own》献声。此外，他还曾和The Game合作过《Around The World》一曲。
2008年12月16日，福克斯的第三张专辑《Intuition》问世，合作艺人包括坎耶·韦斯特、T.I.、小韦恩以及T-Pain。该专辑的首支单曲是同T.I.合作的《Just Like Me》。第二支单曲为《Blame It》，与T-Pain合作，并名列公告牌百强单曲榜前五，在节奏布鲁斯/嘻哈热曲榜上则摘得头名。该曲获得2009年度黑人娱乐电视奖中获得最佳合作曲目奖，并在2010年度格莱美奖获得最佳节奏蓝调组合奖。
福克斯的第四张专辑《Body》，于2010年面世。第一支单曲为《Winner》，合作歌手为贾斯汀·提姆布莱克以及T.I.。

## 个人生活

### 家庭
福克斯有一女，科琳娜·毕夏普（Corinne Bishop），生于1995年。曾在“杰米·福克斯秀”上同他合作的嘉丝莉·毕薇斯在“温迪·威廉姆斯秀”（The Wendy Williams Show）上表示，福克斯还有一个孩子。

### 矛盾
2009年4月17日，在当天Foxxhole电台的“杰米·福克斯秀”中，针对一位打进电话的听众对童星麦莉·赛勒斯和摇滚乐队Radiohead之间争吵的评论，福克斯和他的搭档主持拿前者开玩笑，而这些笑话中带有性暗示和污蔑意味。面对公众的质疑和赛勒斯父亲——乡村歌手比利·雷·赛勒斯在电视上的公开批评，福克斯在数日后的“杰·雷诺的今夜秀”中做出公开道歉。
傑米福克斯在拍摄《挑战星期天》时，曾和LL Cool J发生过数次打斗。其中一次不得不叫来警察才得以平息。

### 法律官司
2003年4月，在新奥尔良，福克斯与试图将他和他妹妹赶出一家赌场的两名警察发生了冲突。赌场雇员表示，两人在进入赌场时未能出示有效的身份证明。最初，福克斯被指控非法侵入、扰乱治安、暴力袭警以及拘捕等罪名，最后福克斯以不认罪又不争辩（nolo contendere）为条件，使得警方仅以扰乱治安起诉他，并被判入狱6个月，缓刑两年，并被罚款一千五百美金。

## 音乐作品

### 专辑
- 《Peep This》 (1994)
- 《Unpredictable》 (2005)
- 《Intuition》 (2008)
- 《Best Night of My Life》 (2010)

### 巡演
- The Unpredictable Tour (2006)
- The Blame It Tour (2009)

## 影視作品

### 電影
| 年份 | 標題                          | 角色                       | 附註         |
| ---- | ----------------------------- | -------------------------- | ------------ |
| 1992 | 《玩具兵團》                  | Baker                      |              |
| 1996 | 《愛情叩應》                  | Ed                         |              |
| 1996 | 《拳壇老千》                  | Hassan El Ruk'n            |              |
| 1997 | 《情人你真糗》                | Bunz                       |              |
| 1998 | 《玩家俱樂部》                | Blue                       |              |
| 1999 | 《老婆，我被綁架了》          | Michael                    |              |
| 1999 | 《挑戰星期天》                | Willie Beamen              |              |
| 2000 | 《手到擒來》                  | Alvin Sanders              |              |
| 2001 | 《威爾·史密斯之叱吒風雲》     | 德魯·邦迪尼·布朗           |              |
| 2003 | 《席維斯·史特龍之至尊賭王》   | Larry Jennings             |              |
| 2004 | 《超完美分手大全》            | Quincy Watson              |              |
| 2004 | 《落日殺神》                  | Max                        |              |
| 2004 | 《雷之心靈傳奇》              | 雷·查尔斯                  |              |
| 2005 | 《绝密飞行》                  | Lt. Henry Purcell          |              |
| 2005 | 《鍋蓋頭》                    | Staff Sgt. Sykes           |              |
| 2006 | 《邁阿密風暴》                | 里卡多·圖布斯              |              |
| 2006 | 《夢幻女郎》                  | Curtis Taylor, Jr.         |              |
| 2007 | 《反恐戰場》                  | Ronald Fleury              |              |
| 2007 | Elmo's Christmas Countdown    | 本人                       |              |
| 2009 | 《心灵独奏》                  | 內森尼爾·艾爾斯            |              |
| 2009 | 《重案對決》                  | Nick Rice                  |              |
| 2010 | 《情人節快樂》                | Kelvin Moore               |              |
| 2010 | 《臨門湊一腳》                | Darryl                     |              |
| 2010 | 《我仍在這裡》                | 本人                       |              |
| 2011 | 《里約大冒險》                | Nico                       | 配音         |
| 2011 | 《老闆不是人》                | Dean “MF” Jones            |              |
| 2012 | 《決殺令》                    | Django Freeman             |              |
| 2013 | 《惊天危机》                  | President James Sawyer     |              |
| 2014 | 《里約大冒險2》               | Nico                       | 配音         |
| 2014 | 《蜘蛛人驚奇再起2：電光之戰》 | 麥克斯·狄倫／電光人        |              |
| 2014 | 《西部的一百万种死法》        | Django Freeman             | 客串         |
| 2014 | 《老闆不是人2》               | Dean “MF” Jones            |              |
| 2014 | 《安妮》                      | William Stacks             |              |
| 2017 | 《限時救援》                  | Vincent Downs              |              |
| 2017 | 《玩命再劫》                  | Leon "Bats" Jefferson III  |              |
| 2018 | 《羅賓漢崛起》                | 小約翰                     |              |
| 2019 | 《不完美的正義》              | 華特·麥米蘭                |              |
| 2019 | 《昆汀超集8》                 | 本人                       | 紀錄片       |
| 2020 | 《超能計畫》                  | Art                        |              |
| 2020 | 《靈魂奇遇記》                | Joe Gardner                | 配音         |
| 2021 | 《蜘蛛人：無家日》            | 麥克斯·狄倫／電光人        |              |
| 2022 | 《打卡獵人》                  | Bud Jablonski              | 兼執行製片人 |
| 2023 | 《複製陰謀》                  | Slick Charles              | 兼監製       |
| 2023 | 《殺戮追擊》                  | The Ferryman               |              |
| 2023 | 《復仇狗聯盟》                | Bug                        | 配音         |
| 2023 | 《埋葬》                      | 威利·E·蓋瑞                | 兼監製       |
| 2024 | 《虚假教会》                  | 上帝                       |              |
| 2025 | 《特務再出發》                | Matt                       |              |
| 2025 | 《铁驭神兵》                  | The Bokushi                | 兼執行製片人 |
| TBA  | 《全明星週末賽》              | Malik / Cleveland A. Smith | 兼導演和編劇 |
| TBA  | 《古拉》                      | -                          | 監製         |

### 電視
| 年份       | 標題                                           | 角色             | 附註                                                       |
| ---------- | ---------------------------------------------- | ---------------- | ---------------------------------------------------------- |
| 1991–1994  | 《活色生香》                                   | 各種角色         | 主要演員；95集                                             |
| 1992–1993  | 《洛克》                                       | Crazy George     | 7集                                                        |
| 1993       | Jamie Foxx: Straight from the Foxxhole         | 他自己           | 脫口秀特輯                                                 |
| 1996       | 《與庫柏先生一起玩耍》                         | Coach Armstrong  | 單集："Rivals"                                             |
| 1996       | Moesha                                         | Car Salesman     | 單集："Driving Miss Moesha"                                |
| 1996–1997  | 《歪星撞地球》                                 | Damon            | 2集                                                        |
| 1996–2001  | 《傑米·福克斯秀》                              | Jamie King       | 主要演員，兼創作者、導演和執行製片人；95集                 |
| 2000、2012 | 《週六夜現場》                                 | 他自己／主持人   | 單集："Jamie Foxx/Blink-182"和"Jamie Foxx/Ne-Yo"           |
| 2001       | 《2001年MTV音樂錄影帶大獎》                    | 他自己／主持人   | 電視特輯                                                   |
| 2002       | Jamie Foxx: I Might Need Security              | 他自己           | 脫口秀特輯                                                 |
| 2003       | Jamie Foxx Unleashed: Lost, Stolen and Leaked! | 他自己           | 脫口秀特輯                                                 |
| 2003       | 《2003年年度卓越運動獎》                       | 他自己／主持人   | 電視特輯                                                   |
| 2004       | 《救贖》                                       | 圖基             | 電視電影                                                   |
| 2004       | 《大衛·查普爾秀》                              | Black Tony Blair | 第二季第十三集                                             |
| 2004       | 《2004年年度卓越運動獎》                       | 他自己／主持人   | 電視特別節目                                               |
| 2011       | When I Was 17                                  | 他自己           | 第三季第五十集                                             |
| 2013       | David Blaine: Real or Magic                    | 他自己           | 電視特輯                                                   |
| 2016       | 《傑基·羅賓森》                                | 傑基·羅賓森      | 電視紀錄片；配音                                           |
| 2017–      | Beat Shazam                                    | 主持人           | 兼執行製片人                                               |
| 2017       | 《成名之路》                                   | 他自己           | 兼執行製片人                                               |
| 2019       | Live in Front of a Studio Audience             | 喬治·傑佛遜      | 單集："Norman Lear's All in the Family and The Jeffersons" |
| 2021       | 《爸爸好尷尬！》                               | Brian Dixon      | 8集；兼聯合創作者、編劇和執行製片人                        |
| 2023–2025  | 《警戒：失踪人口调查组》                       | -                | 創作者、編劇和執行製片人                                   |
| 2024       | Jamie Foxx: What Had Happened Was...           | 他自己           | 脫口秀特輯                                                 |

### MV
| 年份 | 標題                         | 角色            | 附註 |
| ---- | ---------------------------- | --------------- | ---- |
| 1996 | 〈1, 2, 3, 4 (Sumpin' New)〉 | 庫利奧          |      |
| 2005 | 〈淘金妹〉                   | 肯伊·威斯特     |      |
| 2010 | 〈四海一家25週年海地慈善版〉 | 海地藝術家      |      |
| 2017 | 〈毫無歉意〉                 | 黛咪·洛瓦特     |      |
| 2018 | 〈言行一致〉                 | Migos特邀德雷克 |      |

## 外部連結
- （英文）傑米·福克斯官方網站
- （英文）傑米·福克斯英國官方網站
- （英文）傑米·福克斯在互联网电影资料库（IMDb）上的資料（英文）